# Paradies, wo bist du?

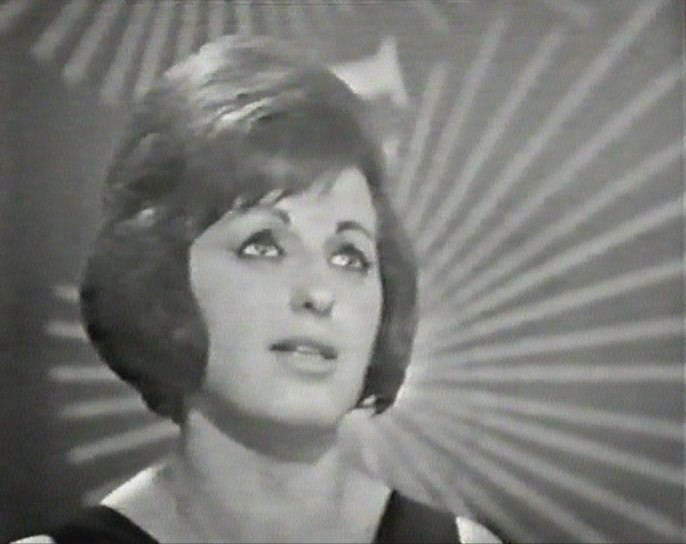
Ulla Wiesner cantando "Paradies, wo bist du?" en el Festival de Eurovisión 1965.

«Paradies, wo bist du?» (Traducción al español: "Paraíso, ¿dónde estás?", algunas veces sin signos de interrogación) fue la representación alemana en el Festival de la Canción de Eurovisión 1965, compuesta por Barbara Kist y Hans Blum e interpretada en alemán por Ulla Wiesner.
La canción fue interpretada quinta en la noche (siguiendo a Butch Moore de Irlanda con "Walking the Streets in the Rain" y antes de Udo Jürgens de Austria con "Sag ihr, ich lass sie grüßen"). Al cierre de la votación obtuvo los temidos cero puntos, ubicándose en 15º lugar (igual que el último) de 18.
Fue sucedida como representante alemana en el Festival de 1966 por Margot Eskens con "Die Zeiger der Uhr".

## Letra
La canción es una balada dramática, con Wiesner preguntándose si ha encontrado el paraíso como resultado de una experiencia romántica.
| Predecesor: "Man gewöhnt sich so schnell an das Schöne" Nora Nova | Alemania en el Festival de Eurovisión 1965 | Sucesor: "Die Zeiger der Uhr" Margot Eskens |